# Moytoy
Moytoy (ca. 1687 til 1760), (Moytoy d. 2.) var cherokeserstammens første overhøvding. Han var søn af høvding Amatoya Moytoy af Chota (Moytoy d. 1.) og dennes hustru, Quatsy. Navnesammenfaldet mellem fader og søn giver anledning til forvirring i en del kilder, der sammenblander de to høvdinge. Nogle kilder går ud fra at Moytoy d. 1 også var stammens overhøvding, men dette er tvivlsomt, da stammen sandsynligvis ikke kendte begrebet før Moytoy 2.
Hos cherokeserne var det forbudt at gifte sig med medlemmer af samme klan, som man selv tilhørte. Klantilhørsforholdet fulgte moderen, så når en mand giftede sig, forlod han sin egen klan og flyttede til sin hustrus landsby. Quatsy boede i landsbyen Tellico, så her voksede Moytoy op, og han fik navnet "Duen fra Tellico". Da han blev høvding i Tellico fik han navnet Moytoy, som også hans fader havde haft. 
I 1730 kom en engelsk udsending, Alexander Cumings til cherokeserne. Formålet med hans besøg var at få cherokeserne til at bevare tilslutningen til England, da var tegn på, at stammen ville knytte sig tættere til Frankrig. Cumings foreslog at stammen skulle have en overhøvding, eller kejser, som bedre ville kunne repræsentere dem i forhandlinger med den engelske konge. Cherokeserne, der hidtil havde været et løst sammenknyttet stammesamfund, forbundet gennem slægtskab, og hvor hver by/klan havde sin egen høvding, var ikke specielt indstillet på at have en fælles høvding. Cumings fik dog overtalt Moytoy til at påtage sig rollen, og Cumings rejste derefter til landsbyerne ved Tennessee-floden, for at ovetale dem til at acceptere Moytoy. Den 3. april 1730 blev Moytoy kronet som stammens kejser. De øvrige medlemmer af stammen var noget mindre indstillede på, at acceptere Moytoys værdighed, ikke mindst fordi en af hans første handlinger var at anerkende den engelske konges overhøjhed over stammen.
I 1741 ophørte Moytoy med at fungere som overhøvding, og en af hans sønner, Amouskositte eller Amo-Scossite, påtog sig kejsertitlen. Han blev dog aldrig accepteret af ret mange, da der var kvindelig arvefølge i stammen og i stedet overgik magten til Moytoys onkel (morbror), Old Hop fra Chota, som formelt var overhøvding fra 1753, men havde haft den reelle magt siden 1740'erne.

## Eksterne referencer
- Om Moytoy på answers.com
- Om Cherokesernes "Kejser Moytoy"